# Naselje
Nasélje ali kraj je skupina človeških prebivališč, ki tvorijo celoto. Naselja sestavljajo hiše, gospodarska poslopja in ceste. Nekatera manjša naselja imajo tudi jedro, trgovine, šole in stanovanjske stavbe. Delimo jih na podeželska in urbana naselja te pa ločimo po velikosti in poseljenosti.
V Sloveniji je bilo 1. januarja 2016 evidentiranih 6.036 naselij. Po številu naselij je bila največja občina Krško, ki ima 158 naselij. Po le eno naselje so imele občine Ankaran, Kobilje, Odranci in Trzin. Najmlajše naselje, ki je nastalo leta 2013, je Gorica na Medvedjeku v občini Trebnje.

## Poimenovanje naselij
Po slovenski zakonodaji mora imeti vsako naselje svoje ime. Naselje ima praviloma ime po zemljepisnem imenu, lahko pa tudi po imenih, povezanih z zgodovino in kulturnim izročilom naselja. Zemljepisna imena, ki imajo dolgotrajno izročilo rabe, je treba varovati. Ime naselja mora biti v slovenskem jeziku. Na območjih občin, kjer sta poleg slovenskega jezika uradna jezika tudi italijanski oziroma madžarski jezik, se imena naselij določijo v slovenskem in italijanskem oziroma madžarskem jeziku. Občina lahko z odlokom določi ime naselja, že določena imena naselij pa lahko preimenuje. Ime novega naselja ali novo ime naselja se mora razlikovati od imena drugih naselij v Republiki Sloveniji.
Po podatkih Statističnega urada Republike Slovenije sta med najpogostejšimi imeni naselij v Sloveniji Gradišče in Pristava, saj nosi takšno ime osem slovenskih naselij. Sedemkrat pa se v Sloveniji ponovijo imena naselij Brezje, Dolenja vas, Potok in Ravne. Najdaljše ime med slovenskimi naselji nosijo Sveti Trije Kralji v Slovenskih goricah (34 črk), sledi pa Sveta Trojica v Slovenskih goricah (30 črk). Naselje z najkrajšim imenom je Ig.

## Podeželska naselja

### Vrste podeželskih naselij
Na podeželju so manjša kmečka in vaška naselja. Razlikujejo se po velikosti in številu prebivalcev:
- Samotne kmetije imajo 1–3 kmetije
- Zaselek ima 3–15 domov
- Vas ima vaško jedro in do 3000 prebivalcev

Vasi po obliki ločimo na gručasto vas, vas s pravilnim tlorisom, razloženo vas, strnjeno vas in obcestno vas. 
- Selo je manjša vas brez vaškega jedra
- Trg (naselje) je ime za obliko naselja, po navadi so to večje vasi, ki imajo veliko trgovskih dejavnosti

### Poselitev ruralnih naselij
Po poselitvi ločimo med naslednjimi:
- Stalno poseljena imajo stalne prebivalce
- Občasno poseljena so počitniška naselja

## Mestna naselja
Večina mest je večfunkcijskih, nekatera pa so enofunkcijska, najpogostejša med njimi so univerziretna, industrijska, vojaška in turistična mesta.

### Mesta po velikosti
Urbana naselja ločimo po velikosti in številu prebivalcev:
- Manjše mesto v pomenu mesto ima mestno jedro in nad 3000 prebivalcev
- Večje mesto v pomenu mestne občine ima mestno jedro in nad 20000 prebivalcev
- Velemesto ima v mestu nad 100000 prebivalcev in v metropolitanskem območju nad 500000 prebivalcev

### Naselja v mestu
Mesta se delijo po navadi na več delov, imenovanih mestne četrti, ločimo jih glede na socialne in ekonomske značilnosti, lokacijo in verske ter jezikovne razlike:
- Trg je večja odprta površina, namenjena druženju meščanov
- Center mesta je mestna četrt v središču vsakega mesta
- Predmestje je urbanizirana okolica oziroma mestna četrt ob mestnem jedru, ločimo jih po funkcijah, najpogostejše so stanovanjske, poslovne, industrijske in univerzitetne četrti
- Suburbanizirana naselja se nahajajo na obrobju mest, to so spalna naselja
- Marginalna naselja so revna naselja, brez urejene infrastrukture in kanalizacije na obrobju velikih mest
- mestotvorna mesta
- mestoslužna mesta

### Vloga mest
Mestna naselja se delijo tudi glede na vlogo v okolici:
- Somestje sta dve ali tri mesta, ki ležijo skupaj
- Metropolitanska regija je prostor, kjer skupaj leži več enakovrednih mest
- Obmejno mesto je mesto, ki meji na drugo državo ali regijo